# Ковшов Олександр Никифорович
Олекса́ндр Ники́форович Ковшо́в (нар. 25 жовтня 1918, Старе Аделяково, СРСР — пом. 31 грудня 1996, Софіївська Борщагівка, Україна) — радянський тренер з кінного спорту, Заслужений тренер СРСР (1980), батько та тренер олімпійського чемпіона з виїздки Юрія Ковшова. Учасник Другої світової війни.

## Життєпис
Народився у селі Старе Аделяково (нині — Самарська область). Брав участь у Другій світовій війні. У 1944 році закінчив Харківське кавалерійське училище. Працював старшим тренером кінно-спортивної бази в Ташкенті (1961–1966 та 1972–1980) та тренером кінно-спортивної бази в Ворошиловграді (1967—1972). У 1980 році отримав звання Заслуженого тренера СРСР за підготовку свого сина Юрія Ковшова — чемпіона та срібного призера літніх Олімпійських ігор 1980.
Протягом 1980—1995 років — старший тренер кінно-спортивної бази «Наталка» в Києві. Помер 31 грудня 1996 року.
У 2004 році в Києві було засновано фонд імені Олександра Ковшова, відтоді проводяться виїздкові турніри його пам'яті.

## Звання та відзнаки
- Заслужений тренер СРСР (1980)